# Munnickenveld
Het Munnickenveld is een straat bestaande uit twee kades langs de Munnickengracht in de binnenstad van de Noord-Hollandse stad Hoorn. Een eerste vermelding van een water over het munnickenveld stamt uit 1582, dit water liep vanaf het Nieuwland richting het klooster, nu  het Sint-Pietershof, aan het Dal. In 1586 werd er begonnen met de verkaveling van het veld. Tot 2009 heette ook de gracht Munnickenveld.

## Geschiedenis
In 1510 blijkt er op het Munnickenveld een watermolen gebouwd te worden, drie jaar later wordt deze alweer verplaatst naar de stadsmuur.

## Verloop
Even ten westen van het Sint-Pietershof begint het Munnickenveld, het voormalige veld behoorde tot het klooster dat op de plek van het Sint-Pietershof heeft gestaan. Dit veld strekte zich uit van de huidige Draafsingel tot aan de westelijke zijde van wat nu het Breed is. In noord-zuid richting strekte het veld zich uit van het Dal tot aan het Nieuwland. Op de hoek met het Nieuwland is een brug aangebracht, reeds in de 15e eeuw is er op landkaarten al een brug ingetekend. Het is mogelijk dat er ook een periode een dam heeft gelegen, dit is niet met zekerheid te zeggen. Heden bevindt  zich er een houten brug, deze draagt de naam Munnickenbrug.

## Monumenten
Aan de gracht bevinden zich twee rijksmonumenten, dat zijn:

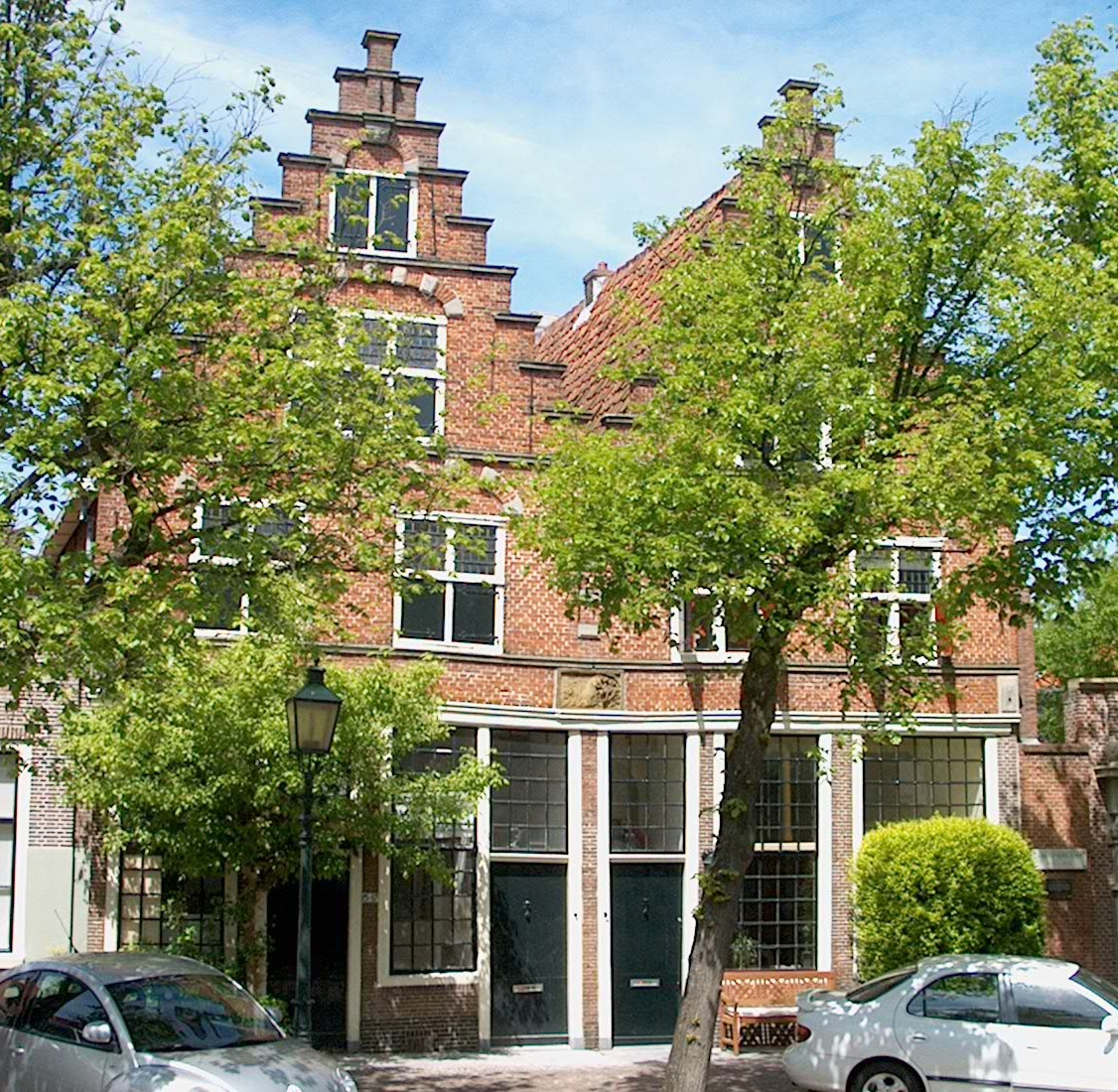
Munnickenveld 15 en 17, behorende bij het Claes Stapelhof
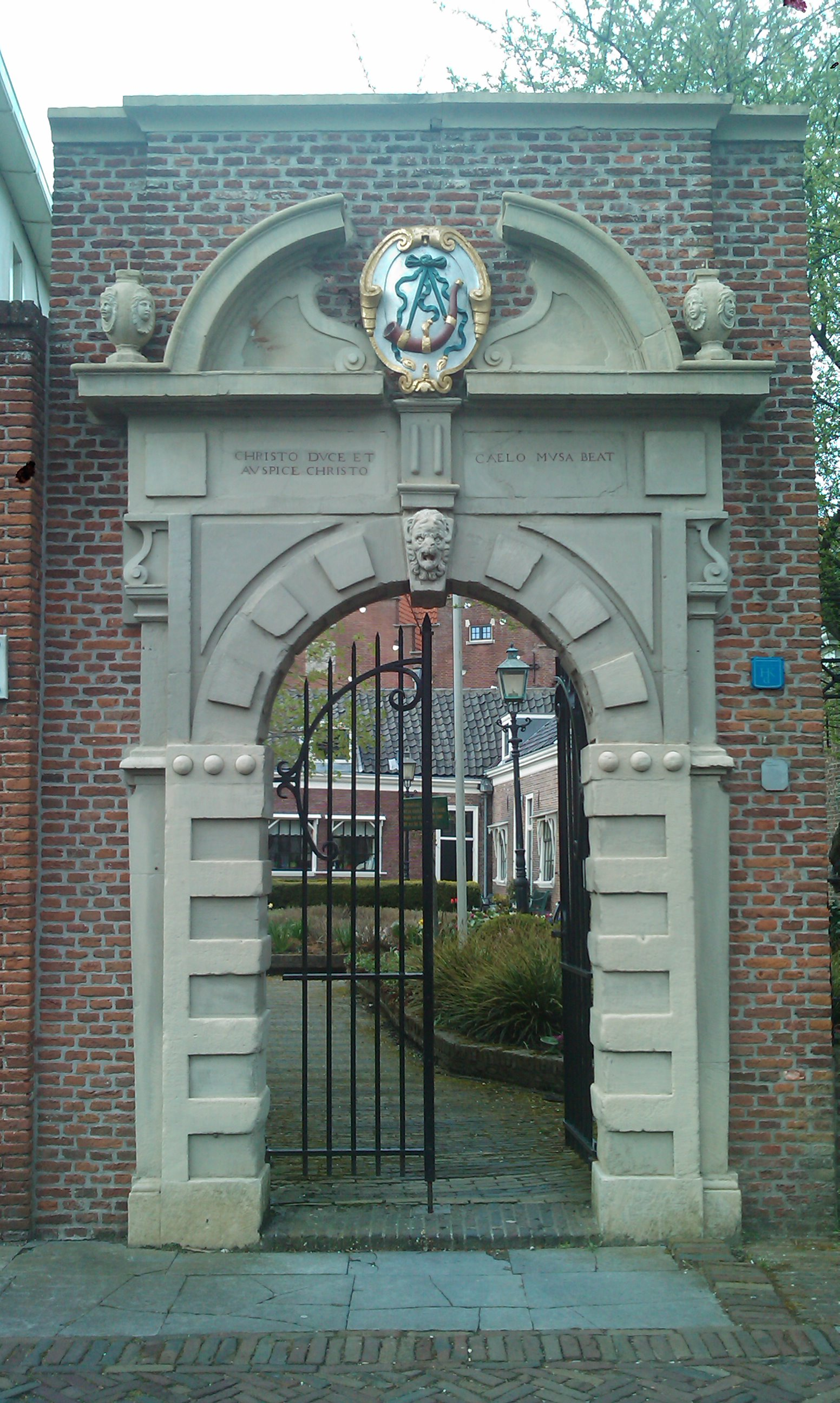
Poort van de Latijnse School, nu van het Claes Stapelhof.
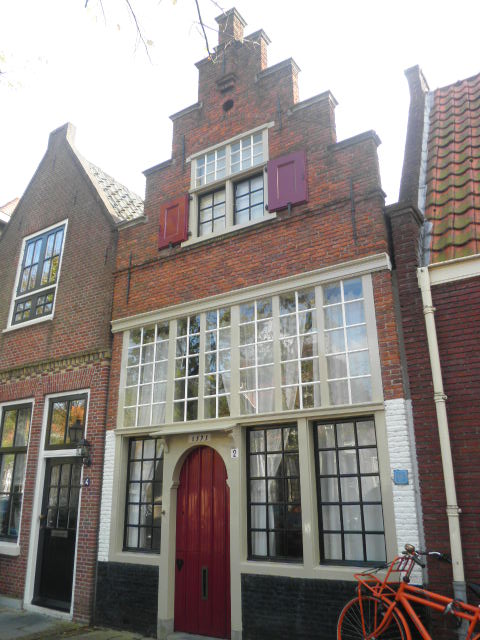
Munnickenveld 2

Straten: ABC
· Achter de Vest
· Achter op 't Zand
· Achterom
· Achterstraat
· Appelhaven
· Baanstraat
· Bierkade
· Binnenluiendijk
· Breed
· Breestraat
· Buurtje
· Dal
· Draafsingel
· Dubbele Buurt
· G.J. Henninkstraat
· Gasfabriekstraat
· Gedempte Appelhaven
· Gedempte Turfhaven
· Gerritsland
· Gouw
· Grashaven
· Gravenstraat
· Grote Noord
· Grote Oost
· Hoge Vest
· Jeudje
· Italiaanse Zeedijk
· Keern (gedeeltelijk)
· Kerkstraat
· Kleine Noord
· Kleine Oost
· Koepoortsweg (gedeeltelijk)
· Korenmarkt
· Korte Achterstraat
· Kruisstraat
· Kuil
· Lange Kerkstraat
· Lindestraat
· Munnickenveld
· Muntstraat
· Nieuwe Noord
· Nieuwendam
· Nieuwland
· Nieuwstraat
· Noorderstraat
· Onder de Boompjes
· Oude Doelenkade
· Pakhuisstraat
· Peperstraat
· Ramen
· Scharloo
· Schuijteskade
· Slapershaven
· Spoorstraat
· Trommelstraat
· Turfhaven
· Veemarkt
· Veermanskade
· Venidse
· Vijzelstraat
· Vismarkt
· Visserseiland
· Vollerswaal
· West
· Westerdijk
· Wisselstraat
· Zon

Pleinen: De Driestal
· Kazerneplein
· Kerkplein
· Koepoortsplein
· Noorderveemarkt
· Roode Steen
· Vale Hen

Stegen: 't Glop
· Appelsteeg
· Arminiaanse Glop
· Bagijnensteeg
· Bottelsteeg
· Bottersteeg
· Broeksteeg
· Brouwerijsteeg
· Clara's Klooster
· De Zak
· Duinsteeg
· Foreestensteeg
· Geldersesteeg
· Gortsteeg
· Hanekamsteeg
· Hemelsteeg
· Hoogesteeg
· Jan Haringsteeg
· Jan van Necksteeg
· Jeroenensteeg
· Kleine Havensteeg
· Kloppoort
· Knipboogsteeg
· Mallegomsteeg
· Melknapsteeg
· Molsteeg
· Mosterdsteeg
· Nieuwsteeg
· Oosterkerksteeg
· Paardensteeg
· Paradijssteeg
· Pieterseliesteeg
· Pompsteeg
· Proostensteeg
· Schellinkhoutersteeg
· Schoolsteeg
· Schotland
· Sliep Schaar en Messteeg
· Slijksteeg
· Smelterssteeg
· Tempelsteeg
· Turfsteeg
· Watertje
· Wester St. Jansteeg
· Wijdebrugsteeg
· Wijdesteeg
· Zevenhoeksesteeg
· Zoutkeetsteeg